# 蓋恩斯伯勒鎮區 (阿肯色州獨立縣)
蓋恩斯伯勒鎮區（英語：Gainsboro Township）是位於美國阿肯色州獨立縣的一個行政鎮區。

## 地方資料
蓋恩斯伯勒鎮區的面積為77.11平方千米，當中陸地面積為77.01平方千米，而水域面積為0.10平方千米。根據2010年美國人口普查的數據，當地共有人口1128人，而人口密度為每平方千米14.63人。